# روي لافي
روي لافي (20 أبريل 1906 بسيدني في أستراليا - 12 ديسمبر 1965 في أستراليا) (بالإنجليزية: Roy Levy)‏ هو لاعب كريكت أسترالي. لعب مع فريق كوينسلاند للكريكت ‏.

## وصلات خارجية
- روي لافي على موقع إي آس بي آن كريك إنفو (الإنجليزية)